# White Hart Lane
White Hart Lane was van 1899 tot 2017 een voetbalstadion in de wijk Tottenham in het noorden van Londen en was de thuishaven van de Engelse voetbalclub Tottenham Hotspur.
In september 1899 speelden de 'Spurs' op White Hart Lane hun eerste thuiswedstrijd tegen Notts County, die ze voor ongeveer 5000 toeschouwers met 4-1 wonnen. Het hoogste aantal toeschouwers dat ooit een thuiswedstrijd van de 'Spurs' bekeek, was aanwezig bij een wedstrijd op 5 maart 1938. Een aantal van 75.038 toeschouwers was toen getuige van de wedstrijd tegen Sunderland.
De laatste wedstrijd in White Hart Lane vond plaats op 14 mei 2017. De club won daar met 2-1 van Manchester United. Op 15 mei 2017 werd begonnen met de (gedeeltelijke) sloop van het stadion. De club speelde hierna zijn wedstrijden tijdelijk in het neutrale Wembley Stadium. Vanaf 3 april 2019 werd het nieuwe Tottenham Hotspur Stadium in gebruik genomen die op dezelfde locatie is gebouwd als White Hart Lane.

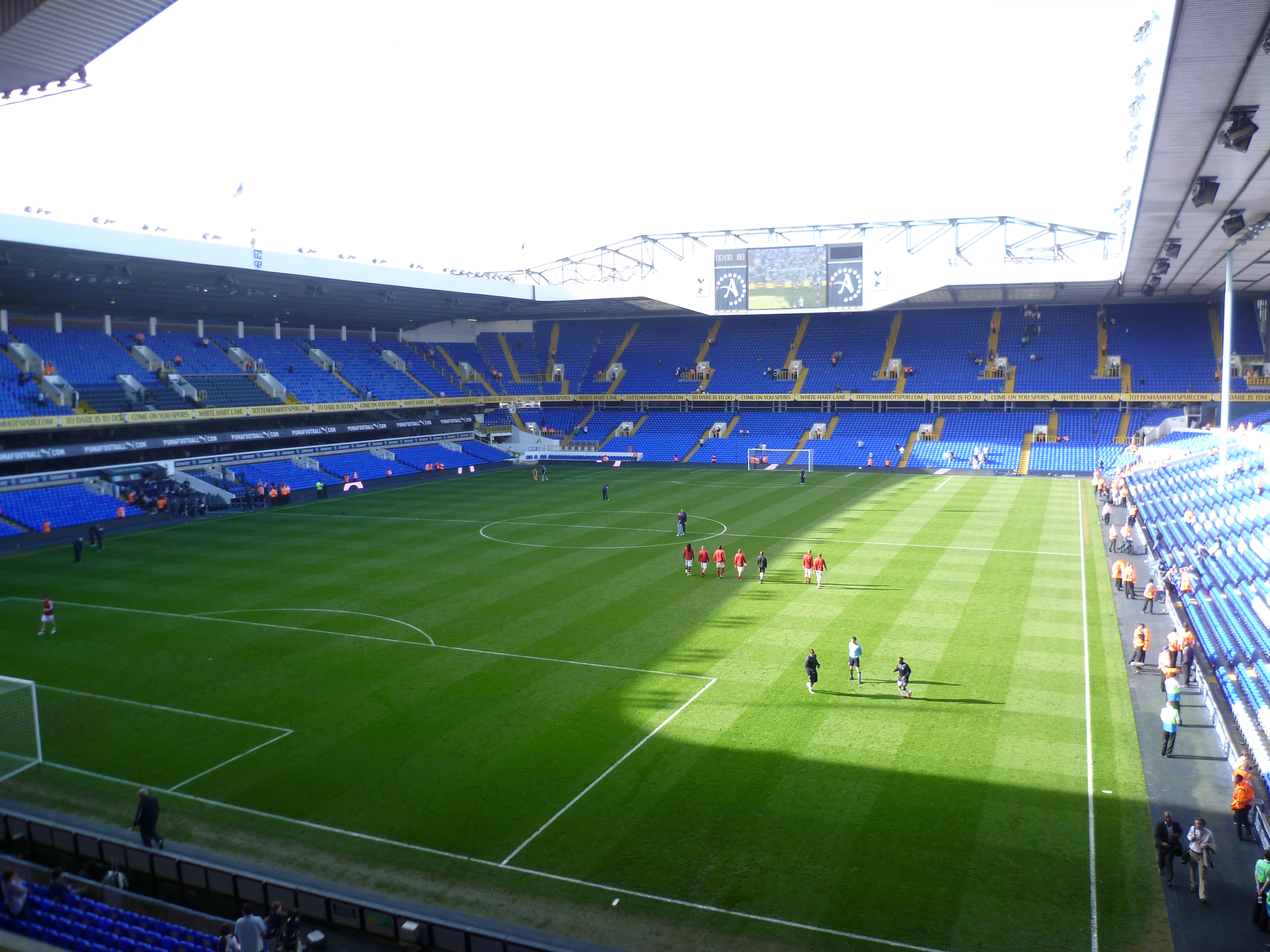
Binnenaanzicht White Hart Lane